# 游胜华
游胜华（1913年—1996年7月25日），江西省万安县人，中国人民解放军将领、中国人民解放军开国少将。

## 生平
游胜华
1913年，出生于江西万安赣江边上的一个贫苦家庭里。
1929年9月，游胜华参加中国工农红军，被编入红四军第11师，也有资料称游胜华是1930年加入红军。
1931年加入共产主义青年团。
1932年转为中共正式党员。被选送到瑞金总军医处参加入学考试，并以第7名的成绩考入红军军医学校第一期。
1932年，游胜华被选送到瑞金总军医处参加入学考试，并以第7名的成绩考入红军军医学校第一期。
1933年5月，在第一期毕业考试中，游胜华取得了第二名的好成绩。毕业后，游胜华被分配到一军团卫生部，不久调到一军团司令部卫生所任所长。
1935年10月，中央红军开始长征。游胜华仍在一军团司令部卫生所当所长。
1937年，晋察冀军区成立，游胜华任军区卫生部副部长。
后又历任冀中军区卫生部部长，兵团后勤部副部长兼卫生部部长，空军后勤部副部长兼卫生部部长，总后卫生部防疫处处长、防疫局局长，湖南医学院院长，后担任中国人民解放军总后勤部卫生部预防局局长。
1950年4月至1951年11月，担任中国人民解放军空军后勤部副部长。
1955年，授予中国人民解放军少将。
1961年9月，任原北京军区后勤部副部长。
1964年11月，游胜华因病离休。
1996年7月25日在北京逝世，终年84岁。